# 19-es trolibusz (Szeged)
A szegedi 19-es jelzésű trolibusz Makkosház és Tarján, Víztorony tér között közlekedik. A viszonylatot a Szegedi Közlekedési Társaság üzemelteti.

## Története
2011. június 16-án indult az akkor még nem létező 10-es trolibusz Tarján, Víztorony tér – Csillag tér szakaszának kipróbálásaként, a 9-es trolibusz elágazó járataként (éppúgy, mint az 1-es és a 2-es villamos). A 2-es villamos beindításakor a 9-es végállomását áthelyezték Makkosházról a Vértói útra, így még jobban elkülönül a 19-estől.
2020. november 11-étől 2021. május 26-áig 19S jelzésű sűrítőjárat is közlekedett a Mars tér és Tarján, Víztorony tér között.

## Járművek
A vonalon általában Škoda 15Tr, illetve Ikarus-Škoda Tr187.2 csuklós trolibuszok közlekednek.

## Útvonala
| Tarján, Víztorony tér felé | Makkosház felé |
| --- | --- |
| Makkosház vá. – Hont Ferenc utca – Ortutay utca – Makkosházi körút – Csongrádi sugárút – Berlini körút – Párizsi körút – Mars tér – Bartók tér – Attila utca – Nagy Jenő utca – Széchenyi tér – Híd utca – Roosevelt tér – Stefánia – Dózsa utca – Felső Tisza-Part – Etelka sor – Kereszttöltés utca – Csillag tér – Budapesti körút – Tarján, Víztorony tér vá. | Tarján, Víztorony tér vá. – Budapesti körút – Csillag tér – Kereszttöltés utca – Etelka sor – Felső Tisza-Part – Dózsa utca – Stefánia – Vár utca – Deák Ferenc utca – Széchenyi tér – Kelemen utca – Mikszáth Kálmán utca – Bartók tér – Mars tér – Párizsi körút – Berlini körút – Csongrádi sugárút – Makkosházi körút – Ortutay utca – Hont Ferenc utca – Makkosház vá. |

## Megállóhelyei
| 0  | Makkosház végállomás                                          | 20 | 8 84 |
| 1  | Gát utca                                                      | 19 | 8 |
| 2  | Ortutay utca                                                  | 18 | 8 |
| 4  | Makkosházi körút (Csongrádi sugárút) (↓) Makkosházi körút (↑) | 17 | 5, 6, 8 84, 90, 90F, 90H                                                                                                |
| 5  | Sárosi utca                                                   | 16 | 5, 6, 8 |
| 6  | Rózsa utca (Csongrádi sugárút)                                | 15 | 5, 6, 8 21 |
| 7  | Tündér utca (↓) Gém utca (↑)                                  | 14 | 5, 6, 8 21 |
| 8  | Berlini körút                                                 | ∫  | 5, 6, 10 21, 73, 73Y, 74, 74Y, 77, 77A, 77Y                                                                             |
| 9  | Hétvezér utca                                                 | 13 | 5, 6 21, 73, 73Y, 74, 74Y, 77, 77A, 77Y                                                                                 |
| 10 | Mars tér (autóbusz-állomás)                                   | 12 | 5, 6 7F, 21, 60, 60Y, 64, 67, 67Y, 70, 71, 71A, 72, 72A, 73, 73Y, 74, 74A, 74Y, 75, 76, 76Y, 77, 77A, 77Y, 78, 78A, 79H |
| 11 | Attila utca (Mars tér)                                        | ∫  | 9 |
| 12 | Bartók tér                                                    | ∫  | 5, 6, 9 60, 60Y, 67, 67Y, 70, 71, 71A, 72, 72A, 74, 74A, 74Y, 76, 76Y                                                   |
| ∫  | Mikszáth Kálmán utca                                          | 11 | 3, 3F, 4 5, 6, 8, 9, 10 20, 24, 60, 60Y, 67, 67Y, 70, 71, 71A, 72, 72A, 74, 74A, 74Y, 76, 76Y                           |
| 14 | Széchenyi tér                                                 | 9  | 1, 2 5, 6, 9 32, 60, 60Y, 67, 67Y, 70, 71, 71A, 72, 72A                                                                 |
| 14 | Múzeum                                                        | 9  | 9 |
| 15 | Dózsa utca                                                    | 8  | 9 |
| 16 | Glattfelder Gyula tér                                         | 7  | 3, 3F, 4 5, 9 20, 24 |
| 16 | Háló utca                                                     | 6  | 9 |
| 17 | Tabán utca (Felső Tisza-part)                                 | 5  | 9 73, 73Y, 74, 74Y |
| 18 | Etelka sor                                                    | 4  | 9 73, 73Y, 74, 74Y, 90F                                                                                                 |
| 19 | Erdő utca                                                     | 3  | 9 90F |
| 20 | Csaba utca                                                    | 2  | 9 90F |
| 21 | Csillag tér (Budapesti körút)                                 | 1  | 10 77, 77A, 84, 90, 90F, 90H                                                                                            |
| 22 | Tarján, Víztorony tér végállomás                              | 0  | 10 |